# Těžkej Pokondr
Těžkej Pokondr – czeski zespół, który składa się z duetu Miloš Pokorný i Roman Ondráček. Większość tekstów jest interpretowana przez Lou Fanánka Hagena na znaną zagraniczną i czeską muzykę pop z lat sześćdziesiątych, którą grają do dziś.

## Dyskografia
Sbohem Tvá Máňa (1996)
1. Šopák (Gazebo - I Like Chopin)
2. Včera jsem se vdala (Righeira - Vamos a la playa)
3. Rakeťák (KC and the Sunshine Band - Give It Up)
4. Dealer (Michael Jackson - Thriller)
5. Tarzan (Baltimora - Tarzan Boy)
6. Skaut (Tears for Fears - "Shout")
7. Žeton (Serge Gainsbourg - Je t'aime... moi non plus)
8. Rikatádo (Bob Hurikán)
9. Saša jede (Laid Back - Sunshine reggae)
10. Já ti jednu fláknu (Queen - We Will Rock You)

Víc než Gottzila (1998)
1. Felicie (Al Bano i Romina Power - Felicita)
2. Zuby, zuby, zuby (Modern Talking - Brother Louie)
3. Džíny (Falco - Jeanny)
4. Vodka mizí (F.R. David - Words)
5. Táta (Lunetic - Máma)
6. Kung-Fu fandim (Carl Douglas - Kung Fu Fighting)
7. Je jaký je (Karel Gott - Je Jaká Je)
8. Strejda Honza (Ottawan - Hands Up)
9. Prázdnej špajz (Kim Carnes - Bette Davis Eyes)
10. Zrady kul (Boney M. - Daddy Cool)
11. Jako supi (Frankie, promiň) (Frank & Nancy Sinatra - Something Stupid)
12. GOTTZYMIX

Zakázané uvolnění (1998)
1. Nájem zvedej (Village People - Y.M.C.A.)
2. Rameno (Era - Ameno)
3. Já jsem tvůj, ty jsi můj (ABBA - Knowing Me Knowing You)
4. Ty jsi syn (Pet Shop Boys - It's a sin)
5. Ladislav Bonita (Madonna - La Isla Bonita)
6. Born kreslí v USA (Bruce Springsteen - Born in the U.S.A.)

Víc než Gottzila - platinová edice (1998)

1. - 12. stejné skladby jako Víc než Gottzila (1998)

13. Nájem zvedej

14. Zrady kul (Remix)

15. Nájem zvedej (Remix)
Vypusťte Krakena (1999)
1. Vinetů (Vinetou)
2. Máma má rýmu (Ricchi e Poveri - Mamma Maria)
3. Korále, sandále (Gipsy Kings - Volare)
4. Hasiči has! (Bee Gees - Stayin' Alive)
5. Maso na guláš (Petr Hapka a Lucie Bílá - Dívám se dívám)
6. Naproti maj sejf (Nick Kamen - I Promised Myself)
7. Torpédo (Ilona Csáková - Tornero)
8. Dřou fest (Pet Shop Boys - Go West)
9. Zlatý slavík (Waldemar Matuška - Slavíci z Madridu)
10. Dolly Buster (Ray Parker Jr. - Ghostbusters)
11. Radek (Mortal Kombat)
12. Montér v kvartýru (Andrea Bocelli - Con Te Partirò)

Super Těžkej Pokondr (1999)
1. Felicie
2. Zuby, zuby, zuby
3. Džíny
4. Vodka mizí
5. Táta
6. Kung-Fu fandim
7. Je jaký je
8. Strejda Honza
9. Prázdnej špajz
10. Zrady kul
11. Jako supi
12. GOTTZYMIX
13. Nájem zvedej
14. Šopák
15. Žeton
16. Saša jede
17. Sekera
18. Nájem zvedej (Remix)

Vypusťte Krakena - multiplatinová edice (2000)

1. - 12. stejné skladby jako Vypusťte Krakena (1999)

13. Z mamba nejsem štajf (Lou Bega - Mambo No. 5)

14. Čórli mi kola (Drupi - Picola e Fragile)

15. Vinetů - Sam Hawkins/Remix
Ježek v peci (2000)
1. Intro
2. Kampa (Los Lobos - La Bamba)
3. Mně to nejde (Village People - In the Navy)
4. Vidiák ryl by rejhy do spár (The Buggles - Video killed the radio star)
5. Vontové (Martin Böttcher - Vinnetou)
6. Gigolo (Ricchi e Poveri - Piccolo amore)
7. Tak to je (Matt Bianco - Yeh Yeh)
8. Nalej! (Ricky Martin - The Cup of Life)
9. Bublina
10. Sluch (Umberto Tozzi - Tu)
11. V sámošce mejkap (Goombay Dance Band - Sun of Jamaica)
12. Maj melouna (The Knack - My Sharona)
13. Zabávať (Saragossa Band - Zabadak)

Znovuplatinovej Ježek v peci (2001)

1. - 13. stejné skladby jako Ježek v peci (2000)

14. Kalíme jak duha (Boney M. - Kalimba De Luna)

15. Píská se mi (Damiens - Stýská se mi)

16. Maj melouna dancemix - Lehkej Sí-Dí Romovej dýchánek
Jéžišmarjá (2001)
1. Intro
2. Nandej briket (Eruption - One way ticket)
3. Hej, wolá, wolá sisa (Ricchi e Poveri - Sara Perche Ti Amo)
4. Sugar Town (Nancy Sinatra)
5. Chcípnul tu pes (Tina Turner - Simply The Best)
6. Knowing me, knowing you (ABBA)
7. Šála s čepicí (Middle of the Road - Chirpy Chirpy Cheep Cheep)
8. Jsem sama doma (Zucchero - Senza Una Donna)
9. Zelená je kráva (Zelená je tráva)
10. Laminát (Status Quo - In The Army Now)
11. Jdi a sejmi ho (Ottawan - D.I.S.C.O.)
12. Mámo těsto dej wen (Chris Andrews - Yesterday Man)
13. To seš out (The Beatles - Twist And Shout)
14. Božký Kája (Karel Gott - Včelka Mája)

Kuss (2003)
1. Bakaláři (plus Martina Menšíková)
2. Kláda
3. Pejzy (Bob Crewe, Bob Gaudio - Can ’t Take My Eyes Off You)
4. Denis (Mike Chapman, Nicky Chinn - Living Next Door To Alice)
5. Vana a Zvon (Boney M. - Gotta Go Home)
6. Je vždycky milé vidět milé lidi
7. Blivajz (Elton John - Blue Eyes)
8. Malyland (Petr Kotvald - Mumuland)
9. Atmosféry (Sammy Cahn, Jimmy Van Heusen - Love and Marriage)
10. Špatné trávení (Helena Vondráčková - Sladké mámení)
11. Vnady (Robbie van Leeuwen - Venus)
12. Jan Čech Gevara (José Martí, Pete Seeger, Hector Angulo - Guantanamera)
13. JE-MLA-DÝ, JE-MLA-DÁ (The Beatles - Ob- La- Di, Ob- La- Da)
14. V klíně mě to kouše (Kylie Minogue - The Loco-motion)

Tucatero aneb po práci legraci!
1. Sen
2. Cesta
3. Hit
4. Chyby
5. Originalita
6. Obal
7. Album
8. Videoklip
9. Soukromí
10. Kritika
11. Legrace
12. Sláva

Safírový Jadel (2005)
1. Intro
2. Čaje z Indie (John Paul Young - Love Is In The Air)
3. Vem ven psisko (Scott McKenzie - San Francisco)
4. Nikde žádnej kondom (Europe - The Final Countdown)
5. Míň vody, víc řepy (Bobby McFerrin - Don't Worry, Be Happy)
6. Bez plomb (Tom Jones - Sex Bomb)
7. Trenky mi hoď (Suzi Quatro - If You Can't Give Me Love)
8. Všude stejnej, nudnej kout (The Clash - Should I Stay Or Should I Go)
9. Já jsem z Křivoklátu (Londonbeat - I've Been Thinking About You)
10. Na šichtu (James Brown - I Feel Good)
11. Nebydlíme v Iráku (Hot Chocolate - You Sexy Thing)
12. Veksláček (Michael Zager Band - Let's all chant)
13. To je ten den, kdy máme sílu (Tony Christie - Is This The Way To Amarillo)

Best Of 20 Největších Hitů (2009)
1. Vinetů
2. Nájem zvedej
3. Šopák
4. Korále, Sandále
5. Džíny
6. Dřou fest
7. Hasiči has
8. Denis
9. Laminát
10. Vodka mizí
11. Felicie
12. Pejzy
13. Čórli mi kola
14. Čaje z Indie
15. Božský Kája
16. Jsem sama doma
17. Máma má rýmu
18. Saša jede
19. Montér v Kvartýru
20. Kampa

Superalbum (2011) 
1. Intro
2. Nestihlas ten vlak (Sandra - Everlasting love)
3. Vem kačky (MC Hammer - Can't touch this)
4. Prejs to čmajz (Opus - Life is life)
5. Kde je brod? (Haddaway - What is love?)
6. Pijánovka (Příběh Ladislava Bonity) (Madonna - La Isla Bonita)
7. To už je zase ráno (Yolanda Be Cool - We no speak americano)
8. Trápí mě dluh (Falco - Der Kommissar)
9. Pojď na skype (Unique II - Break my stride)
10. Lavor (Spice Girls - Wannabe)
11. Když tančí Korn (Patrick Hernandez - Born to be Alive)
12. (R)ameno (Era - Ameno)
13. Jirka Babica - special bonus (Duck Sauce - Barbra Streisand)